# Манхэттен-лайф-иншуранс-билдинг
Манхэттен-лайф-иншуранс-билдинг (англ. Manhattan Life Insurance Building) — небоскрёб в Нью-Йорке на Бродвее. Построен в 1894 году по проекту Чарльза Сайсмита компанией Kimball & Thompson. Стал первым зданием Манхэттена, высота которого без шпиля превысила 100 метров. С 1894 по 1899 годы здание являлось высочайшим в мире.
В 1904 году к зданию добавлена пристройка. В 1926 году Manhattan Life Insurance Company продала небоскрёб Фредерику Брауну, который, в свою очередь перепродал его через несколько недель Manufacturer’s Trust Company. В 1928 году его купила Central Union Trust Company, штаб-квартира которой примыкала к зданию с севера. Сумма последней сделки не называлась, но оценочная стоимость здания составляла на то время четыре миллиона долларов США.
Здание было снесено для возведения на его месте пристройки к небоскрёбу Ирвинг-траст-компани-билдинг (в настоящее время — Уолл-стрит, 1), строительство которого завершилось в 1965 году. Годом сноса разные источники называют 1963 или 1964.